# Triton (U-Boot, 1940)
Die Triton, auch USS Triton (Kennung: SS-201), war ein U-Boot der Tambor-Klasse der United States Navy, das zwischen 1940 und 1943 in Dienst stand.

## Geschichte
Der Stapellauf fand am 25. März 1940 statt; Patin bei der Schiffstaufe war die Frau von Fleet Admiral Ernest J. King. Es war nach USS Triton (YT-10) und USS Triton (ID-3312) das dritte Schiff dieses Namens, aber das erste U-Boot.
Der erste Kommandant war Lieutenant Commander Willis A. Lent.

### Training
Die ersten Fahrten und die Erprobung erfolgten in der Karibik in der Zeit vom 14. Januar bis zum 26. März 1941. An den Küsten zwischen Portsmouth und New London wurden weitere Übungen durchgeführt, insbesondere das Legen von Minen. Die Triton wurde in den Pazifik verlegt; hierfür verließ sie Portsmouth am 1. Juli 1941 und passierte am 12. Juli 1941 den Panamakanal. Am 20. Juli erreichte sie den Hafen von San Diego. Am 29. Juli erfolgte ihre Verlegung zusammen mit der USS Trout nach Hawaii. Den Hafen von Pearl Harbor erreichten die Boote am 4. August. Vom 30. August bis 15. September war sie auf einer Trainingsfahrt zu den Midwayinseln und nahm Flottenoperationen in diesem Gebiet teil. Am 19. November fuhr das U-Boot nach Westen, um eine Übungspatrouille durchzuführen, und kam am 26. vor Wake an.

### Zweiter Weltkrieg
Die Triton war das erste US-Unterseeboot, das nach dem japanischen Angriff auf Pearl Harbor das Feuer auf den japanischen Gegner eröffnete. 
Am 15. März 1943 wurde das Boot durch drei japanische Zerstörer versenkt.